# Tapiolan urheilupuisto
Das Tapiolan urheilupuisto (deutsch Tapiola-Sportpark; schwedisch Hagalunds idrottspark) ist ein Fußballstadion im Stadtteil Tapiola der zweitgrößten finnischen Stadt Espoo, Uusimaa. Es liegt im gleichnamigen Sportpark der Stadt und ist die Heimspielstätte der Männermannschaft des Fußballvereins FC Honka Espoo, der gegenwärtig in der höchsten Spielklasse des Landes, der Veikkausliiga, spielt. Auch die Frauenmannschaft des Vereins, der FC Honka Naiset (Kansallinen Liiga), ist dort beheimatet.

## Geschichte
Zum 1970 eröffneten Stadion gehören des Weiteren ein Rasenspielfeld, drei Kunstrasenfelder und mehrere Kleinspielfelder. Zwischen 2006 und 2007 wurde die Heimat des FC Honka renoviert. Zum gesamten Tapiolan urheilupuisto gehören weitere Sport- und Veranstaltungsstätten wie die 1999 eröffnete Mehrzweckhalle Espoo Metro Areena, die der Spielort der Eishockeymannschaft Espoo Blues ist. Am Südende des Stadions liegt die Multifunktionshalle Esport Arena. Sie bietet u. a. ein Fußballfeld in voller Größe, acht Unihockeyplätze und eine 800 m Laufbahn. 2011 entstand die Honkahalli in der z. B. Basketball gespielt wird.
Zum Aufstieg in die Veikkausliiga 2018 wurden einige Arbeiten am Stadion durchgeführt. Ab der Saison 2018 verfügt das Stadion über 4100 Plätze. Die Haupttribüne fasst 1350 Zuschauer. Die Nordtribüne bietet 800 Stehplätze. Für die Gäste stehen 1000 Stehplätze bereit. Es sind weitere 950 Sitzplätze verfügbar.

## Galerie

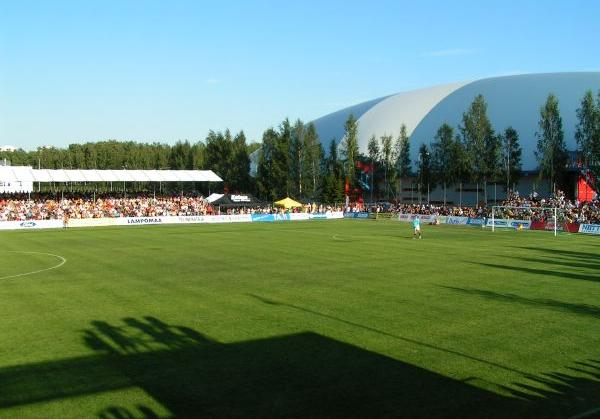
Das Tapiolan urheilupuisto im Jahr 2007. Dahinter liegt die hoch aufragende Esport Arena.
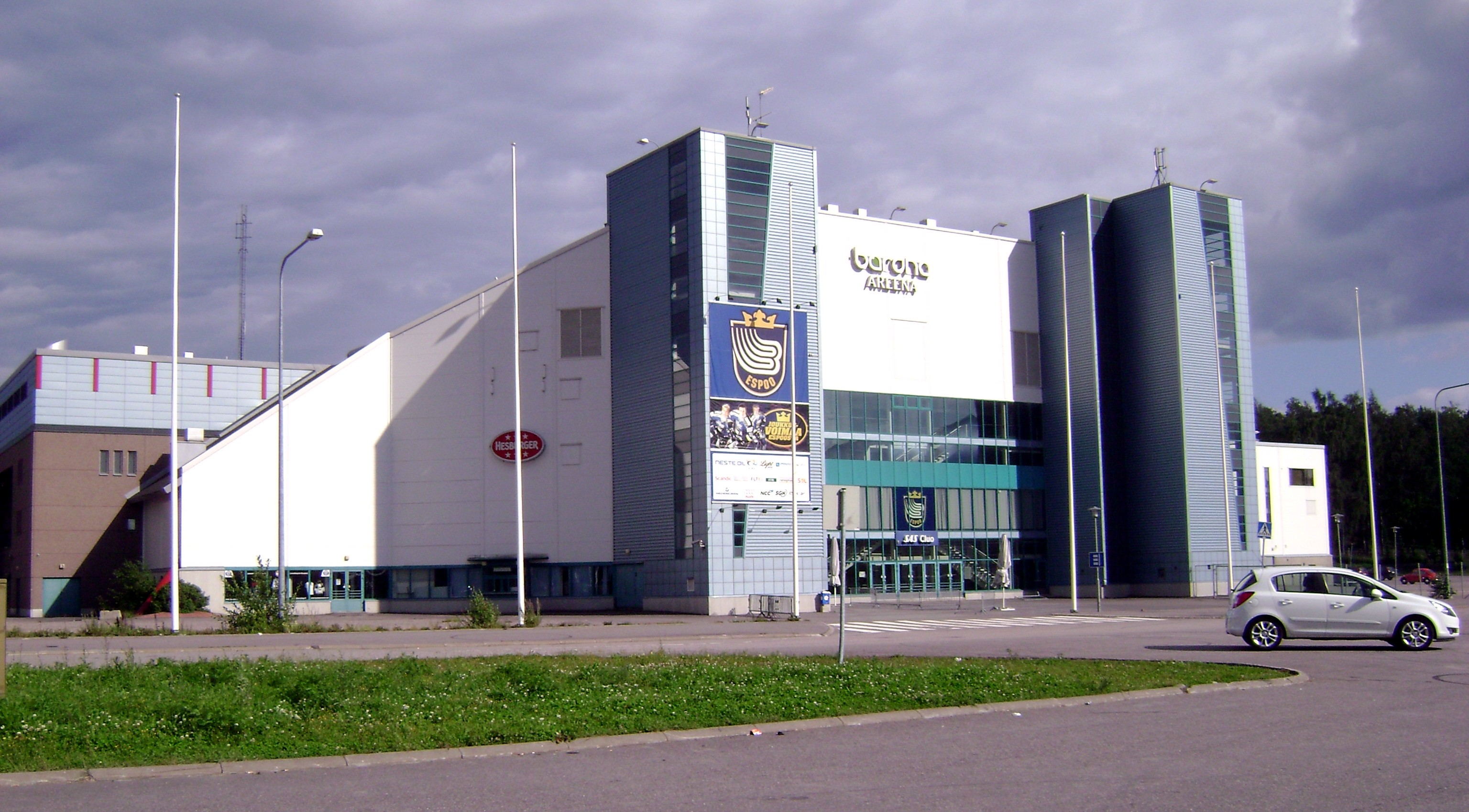
Die zum Sportpark gehörende Espoo Metro Areena mit dem alten Sponsorennamen Barona Areena (2009)